# Michael Unterguggenberger
Michael Unterguggenberger (* 15. August 1884 in Hopfgarten im Brixental; † 19. Dezember 1936 in Wörgl) war ein österreichischer Kommunalpolitiker (SDAPÖ) und von 1931 bis 1934 Bürgermeister von Wörgl (Tirol).

## Beruf
Unterguggenberger, nach der Schulzeit zunächst Sägewerks-Hilfsarbeiter, begann 1899 eine Lehre zum Mechaniker in Imst. 1905 erhielt er nach absolvierter Gesellenzeit eine Anstellung bei der Bahn als Lokomotivführer, später Revident und Maschinenmeister. Als er 1931 zum Bürgermeister von Wörgl gewählt wurde, trat er bei der Bahn in den Ruhestand.

## Politische Karriere

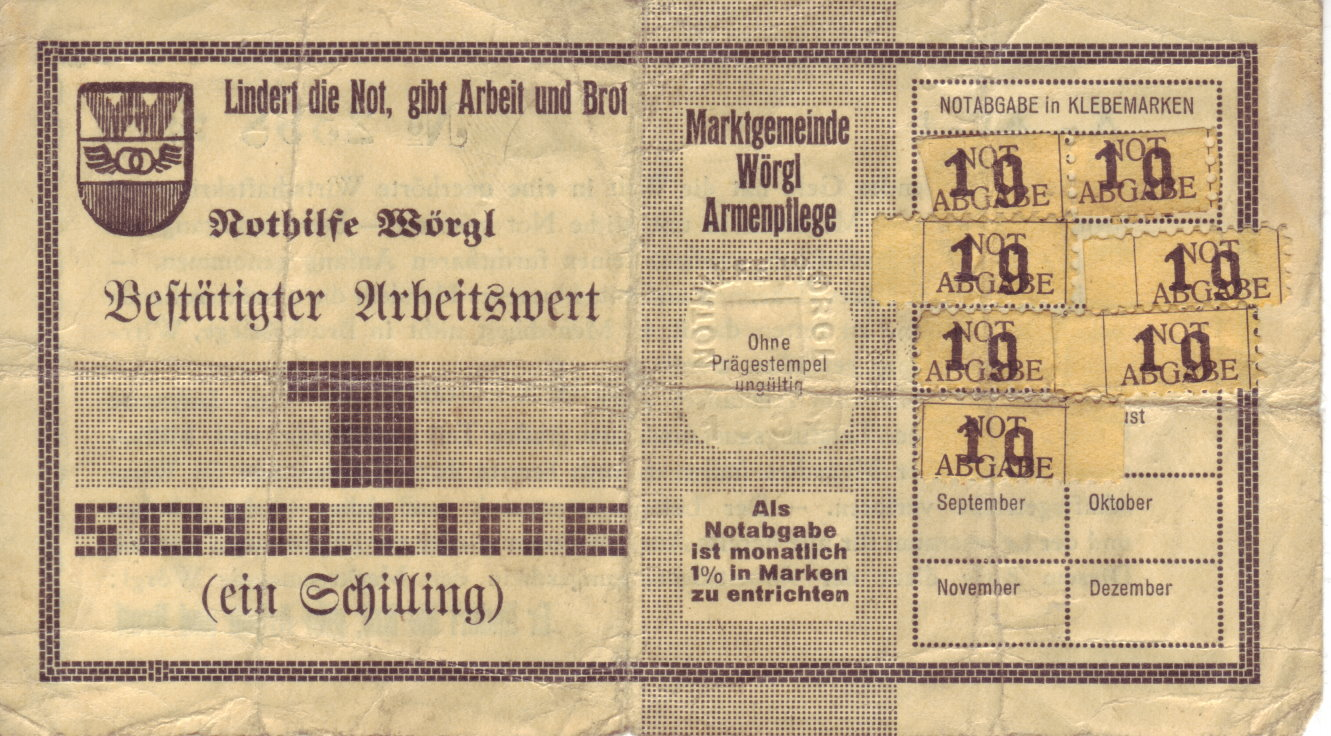
1-Schilling-Schein mit am rechten Rand sichtbaren Klebemarken.

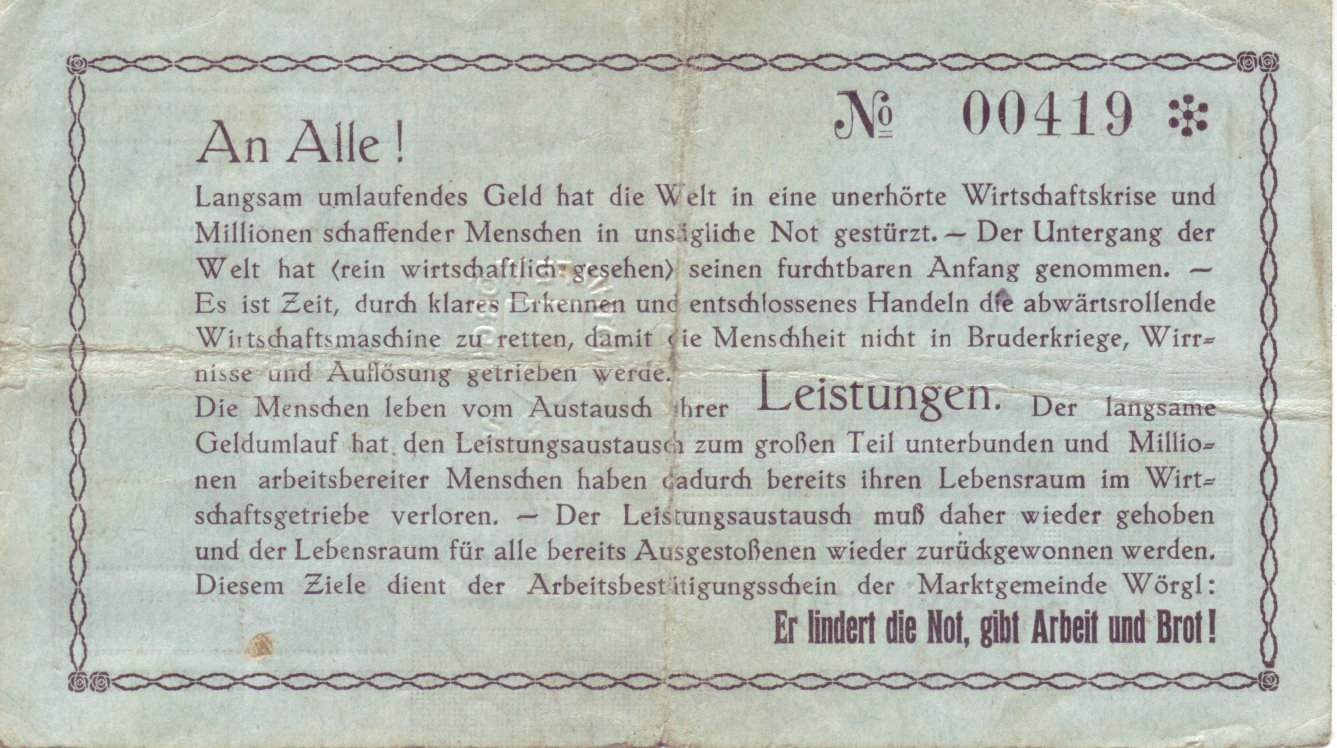
Einheitliche Rückseite mit Aufruf Unterguggenbergers, sich am Experiment zu beteiligen.

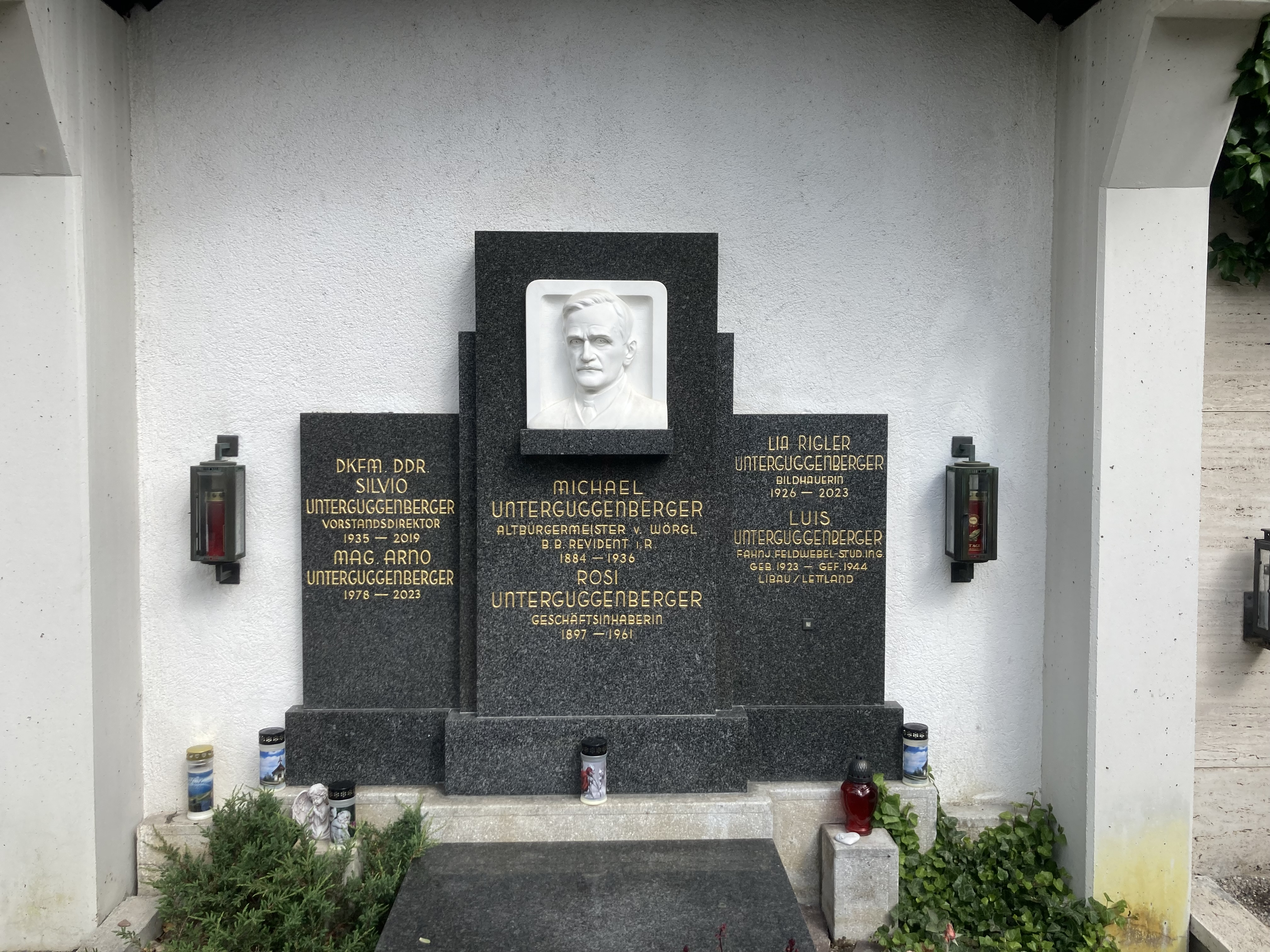
Grab von Michael Unterguggenberger am Wörgler Waldfriedhof.

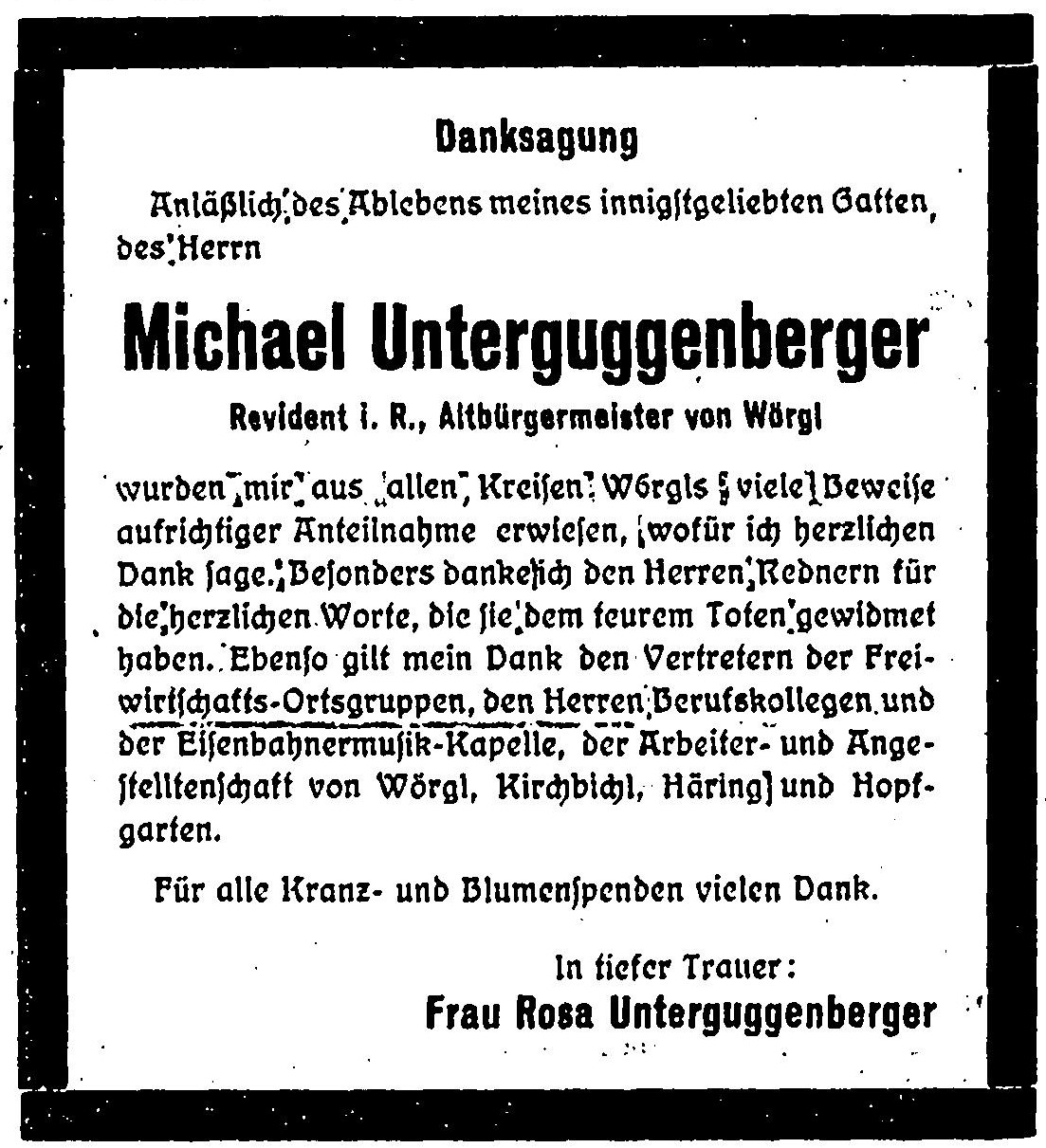
Danksagung von Rosa Unterguggenberger anlässlich des Todes ihres Ehemannes (Vorarlberger Wacht, 8. Jänner 1937)

Seine politische Karriere begann 1912 mit dem Eintritt in die Sozialdemokratische Partei und die Personalkommission der österreichischen Staatsbahnen. 1919 entsandte ihn die Partei in den Gemeinderat von Wörgl, und bereits 1920 wurde er Vizebürgermeister. Dieses Amt bekleidete er bis zu seiner Wahl zum Bürgermeister 1931. Der Österreichische Bürgerkrieg im Februar 1934, der zum Verbot aller Linksparteien führte, beendete Unterguggenbergers politische Laufbahn.

## Wörgler Schwundgeldexperiment
Das Wörgler Schwundgeld, im Volksmund auch das „Wunder von Wörgl“ genannt, war ein Schwundgeldexperiment in der österreichischen Stadt Wörgl, welches vom damaligen Bürgermeister Unterguggenberger zur Bewältigung der Auswirkungen der Weltwirtschaftskrise im Juni 1932 ins Leben gerufen wurde. Unterguggenbergers Nothilfe-Programm wirkte. Wachsende Bautätigkeit und Konsumfreude ließ bis 1933 die Arbeitslosenzahl in der Region um ein Viertel sinken, während sie sonst in Österreich weiter stieg. Das Experiment fand weltweite Beachtung. Nach einem Gerichtsprozess musste das Experiment im September 1933 eingestellt werden.

## Musiker
Michael Unterguggenberger war neben seiner Tätigkeit bei der Bahn und später als Bürgermeister bei der Gemeinde musikbegeistertes Mitglied der Arbeitermusikkapelle von Wörgl. Er spielte mehrere Instrumente und komponierte 1912 den Erinnerungs-Festmarsch anlässlich des zehnjährigen Bestehens seiner Kapelle und einige volkstümliche Stücke für den Hausgebrauch.

## Ehrung
Sein Grabstein wurde vom Bildhauer Albin Daniel aus Wörgl mit einer Reliefbüste gestaltet.
Die Gemeinde Wörgl setzte ihm für seine Verdienste ein Denkmal. 2007 wurde Michael Unterguggenberger postum zum Ehrenbürger der Stadt Wörgl ernannt. Die Asche Unterguggenbergers ist in der nordöstlichen Ecke des Waldfriedhofes in Wörgl begraben (Freigeldwanderweg).
Zu Ehren Unterguggenbergers wurde 2007 in Wörgl die Theaterperformance Unterguggenberger & das Freigeldexperiment uraufgeführt.